# Buceo Invisible
Buceo Invisible es un colectivo artístico de la ciudad de Montevideo nacido en 1997. Está conformado por músicos, poetas y artistas visuales. El nombre del grupo tiene relación al barrio Buceo, donde pasaron su infancia y adolescencia Sebastián Vítola, Marcos Barcellos, Diego Presa, Álvaro, Andrés Fernández, Bassi y Santiago Barcellos, fundadores del grupo.

Actualmente el grupo está conformado por: Diego Presa, Marcos Barcellos, Santiago Barcellos, Andrés Fernández, Jorge Rodríguez Rearden, Fabián Cota,  Antonio De La Peña, Sebastián Vítola, Sebastián Santana, Jimena Romero y Guillermo Wood.
Sus espectáculos mezclan música y poesía con diversos materiales literarios, audiovisuales y sonoros. Han realizado muestras y actuaciones en diversos escenarios de su país, incluyendo la Sala Zitarrosa y el Teatro Solís, dos de las más importantes salas de Montevideo.
Eran un grupo prácticamente desconocido para la mayor parte de la gente hasta la publicación de su primer álbum Música para niños tristes en 2006, que resultó ser una gran sorpresa para el público. La banda fue nominada en los Premios Graffiti 2007 como "Revelación del año"; además la canción Domingo fue nominada a "Mejor tema del año".
Su música suele enmarcarse dentro del pop y rock alternativo, destacándose sus sonidos y letras melancólicas. Han publicado cuatro discos. Los tres últimos han sido nominados en los Premio Graffiti a "Mejor álbum pop alternativo" y "Mejor álbum de rock alternativo". Realizaron la banda de sonido del documental "Aquellos nuevos asesinatos" de Guillermo Garat y Nicolás Golpe, además de colaborar en las bandas sonoras de las películas "La deriva" de Álvaro Buela y "El cuarto de Leo" de Enrique Buchichio.
Algunos de sus integrantes han publicado trabajos por fuera del grupo. Por ejemplo, Diego Presa ha publicado dos álbumes como solista, Santiago Barcellos publicó un libro de poemas.

## Discografía
- Música para niños tristes (Perro Andaluz, 2006)
- Cierro los ojos y todo respira (Bizarro Records, 2009)
- Disfraces para el frío (Bizarro, 2011)
- El pan de los locos (Bizarro, 2015)
- Luz marginal (Bizarro, 2018)